# Aepyceros datoadeni
Aepyceros datoadeni es una especie extinta de mamífero artiodáctilo de la familia Bovidae. Su nombre científico deriva del griego aipos: «alto» y keras: «cuerno».
Se hallaron restos fósiles en la formación Hadar, que data del período Plioceno, en Etiopía.
Dentro del mismo género existe una especie viva, Aepyceros melampus.